# 基督教神學史
基督教會的神學史（History of Christian theology）是基督教教義的歷史，被三位一體論者視為基督教神學的核心，是教會不斷探索聖經資料的結果，在辯論和論文中反复討論，最終以某種方式在公元 325 年的第一次尼西亞公會議上形成。他們相信這與聖經見證一致，並在後來的會議和著作中得到進一步完善。
神學是有關「神」的「學」問。 神學是教會的工具，然而神學不是代表教會的，它不像教義是教會官方的規條，神學僅是供個人的研究與探討；但是它卻不能肆無忌憚，無的放矢，因為神學是要為教會所用的。